# Juan Pablo Pérez Caballero
Juan Pablo Pérez-Caballero y Soria ( Madrid, 1785 - 28 de enero de 1836 ) fue un abogado y erudito español.
Su padre, Josef Pérez Caballero, fue decano del Consejo de Hacienda de Madrid, nombrado por el futuro Fernando VII, entonces albacea de Carlos IV de España . 
Licenciado en derecho por la Universidad de Alcalá de Henares, donde enseñó historia del derecho. Ejerció como abogado en Madrid, donde fue concejal del ayuntamiento, contador mayor y secretario de la Diputación de los Reinos, y ministro honorario del Consejo Supremo de Hacienda.Condecorado con la Orden de Carlos III, ingresó en la Real Academia de Bellas Artes de San Fernando y en la Real Academia de la Lengua (en 1827 como honorario, en 1828 como supernumerario y en 1830 como académico de número).  Experto en historia antigua (tenía una importante colección de bronces ibéricos)  y aficionado a la numismática. Fue admitido como supernumerario en la Real Academia de la Historia en abril de 1834. El mismo año fue nombrado anticuario de esta institución, cargo que ocupó hasta su muerte.